# Перниле Блуме
Перниле Блуме (дан. Pernille Blume; рођена 14. маја 1994. у Копенхагену, Данска) данска је пливачица чија специјалност су трке на 50 и 100 метара слободним стилом.
Највеће успехе у каријери Блумова је остварила пливајући у штафетама на 50 метара (у малим базенима) и 100 метара слободно и мешовито. На европском првенству 2014. у Берлину освојила је златну медаљу као чланица штафете на 4×100 метара краул стилом. Била је делом олимпијске репрезентације Данске на Летњим олимпијским играма 2012. у Лондону где је освојила 6. место у финалу штафетне трке 4×100 метара краул стилом и 7. место у финалу штафете на 4×100 мешовито. 
На светском првенству 2015. у Казању освојила је два 14. места у тркама на 50 и 100 метара слободно.
На Летњим олимпијским играма 2016. у Рио де Жанеиру освојила је златну медаљу у трци на 50 метара слободним стилом што је прво злато за Данску на олимпијским играма још од 1948. године и злата Карен Харуп. На истим играма освојила је и бронзу у штафети 4×100 метара мешовито.